# Jan Möller
Jan Möller (ur. 17 września 1953 w Malmö) – szwedzki piłkarz występujący na pozycji bramkarza.

## Kariera klubowa
Möller zawodową karierę rozpoczynał w 1971 roku w klubie Malmö FF. Spędził tam 9 sezonów. W tym czasie zdobył z klubem pięć Pucharów Szwecji (1973, 1974, 1975, 1978, 1980) oraz trzy mistrzostwa Szwecji (1974, 1975, 1977). W 1979 roku dotarł z klubem do finału Pucharu Mistrzów, jednak Malmö przegrało tam 0:1 z Nottingham Forest. W tym samym roku Möller wraz z Malmö przegrał finał Pucharu Interkontynentalny z paragwajską Olimpią. Został również wybrany Szwedzkim Piłkarzem Roku.
W 1980 roku Möller przeszedł do angielskiego Bristolu City, grającego w Division Two. W sezonie 1980/1981 spadł z nim do Division Three. W 1982 roku trafił do kanadyjskiego Toronto Blizzard, a w 1984 roku powrócił do Malmö FF. Tym razem spędził tam 5 sezonów. W tym czasie zdobył z zespołem dwa mistrzostwa Szwecji (1986, 1988) i dwa Puchary Szwecji (1984, 1986).
W 1989 roku odszedł do Helsingborgs IF. Potem był jeszcze graczem klubu Trelleborgs FF, gdzie w 1993 roku zakończył karierę.

## Kariera reprezentacyjna
W 1978 roku Möller został powołany do reprezentacji Szwecji na mistrzostwa świata. Nie zagrał na nich ani razu, a Szwedzi odpadli z tamtego mundialu po fazie grupowej. W drużynie narodowej zadebiutował 19 kwietnia 1979 w przegranym 0:2 towarzyskim meczu ze Związkiem Radzieckim. W latach 1979–1988 w kadrze Möller rozegrał w sumie 17 spotkań.